# Emiliano Insúa
Emiliano Insúa, född 7 januari 1989 i Buenos Aires, är en argentinsk fotbollsspelare (försvarare) som spelar för Aldosivi.

## Klubbkarriär
Insúa inledde sin fotbollskarriär i argentinska Pinocho men gick senare över till Boca Juniors. I januari 2007 skrev Insúa på ett låneavtal med Liverpool som sträckte sig till sommaren 2008, då övergången kunde göras permanent för ca £100 000. Den 2 juli 2008 skrev han på ett treårskontrakt med Liverpool. Med sina 165 cm är han, tillsammans med Aaron Lennon, en av de kortaste spelarna i Premier League.
Debuten för Liverpool gjorde han borta mot Portsmouth i april 2007. Insúa hoppade in vid enstaka tillfällen i a-laget säsongen 07/08. Han är den som har spelade flest matcher (19) under säsongen 07/08 i reservlaget. I inledningen av säsongen 2009/2010 var Fabio Aurelio skadad och Insua fick därför starta de sex första ligamatcherna. Han gjorde sitt första mål för Liverpool den 28 oktober 2009 i en match i ligacupen mot Arsenal på Emirates Stadium.
Den 17 juli 2010 meddelade Liverpool via sin officiella hemsida att man kommit överens med italienska Fiorentina om en övergångssumma för Insúa. Innan övergången kan slutföras ska Insúa åka till Italien för att diskutera kontrakt och genomgå en läkarundersökning. Den 3 augusti meddelade Fiorentina att man inte lyckats möta Insúas lönekrav och att man därför dragit sig ur affären. Den 31 augusti, på transferfönstrets sista dag, meddelade Liverpool att man lånat ut Insúa till Galatasaray för säsongen 2010-2011.
Liverpool meddelade den 27 augusti 2011 att Insua lämnat klubben och skrivit på ett 5-årskontrakt med Sporting Lissabon.
Den 2 januari 2020 värvades Insúa av Los Angeles Galaxy. Den 14 februari 2021 värvades Insúa av argentinska Aldosivi, där han skrev på ett ettårskontrakt.

## Landslagskarriär
Insua debuterade i det argentinska landslaget i oktober 2009 i match mot Peru i kvalet till VM 2010.